# Shatarupa
Shatarupa (en sánscrito: शतरूपा, romanizado: Śatarūpā, lit. 'ella de las cien formas') es la única hija de la deidad creadora, Brahma .  Según Brahma Purana, Shatarupa es considerada como la primera mujer creada por Brahma, casándose con Manu, el primer hombre. Sus descendientes se llaman manushya, el término sánscrito para designar a la humanidad.  

## Literatura
El Bhagavata-Purana menciona el nacimiento de Shatarupa y su matrimonio con Manu:

«Mientras estaba absorto en la contemplación y observaba el poder sobrenatural, de su cuerpo surgieron otras dos formas que todavía hoy se celebran como el cuerpo de Brahmā.»
Bhagavata Purana 3.12.52

«Los dos cuerpos recién separados se unieron en una relación sexual»
Bhagavata Purana 3.12.53

«De ellos, el que tenía la forma masculina llegó a ser conocido como el Manu llamado Svāyambhuva, y la mujer llegó a ser conocida como Śatarūpā, la reina del gran alma Manu.»
Bhagavata Purana 3.12.52

En otros textos, son los Manasaputra, los hijos de Brahma nacidos de su mente, quienes se cree que crearon al primer hombre, Svayambhuva Manu, y a la primera mujer, Shatarupa. 
Shatarupa se casa con Svayambhuva y la pareja tuvo cinco hijos: dos hijos, Priyavrata y Uttānapāda, y tres hijas, Ākūti, Devahūti y Prasuti .  Manu entregó a su primera hija Ākūti al sabio Ruci, la hija mediana, Devahūti, al Prajapati Kardama, y la más joven, Prasūti, a Daksha, antecesores estos de la humanidad.